# O último azul
O último azul è un film del 2025 co-scritto e diretto da Gabriel Mascaro.

## Trama
Nel tentativo di rilanciare l'economia, il governo brasiliano crea alcune colonie isolate dove gli anziani possano trascorrere in pace i loro ultimi giorni. La settantasette Tereza viene inclusa nel progetto, ma pochi giorni prima della partenza decide di realizzare un proprio sogno e intraprende un viaggio lungo il Rio delle Amazzoni.

## Distribuzione
Il film è stato presentato in anteprima mondiale il 16 febbraio 2025 durante la 75ª edizione del Festival internazionale del cinema di Berlino, dove ha vinto l'Orso d'argento.

## Riconoscimenti
- 2025 – Festival internazionale del cinema di Berlino
  - Orso d'argento, gran premio della giuria
  - In concorso per l'Orso d'oro